# Walddeutsche

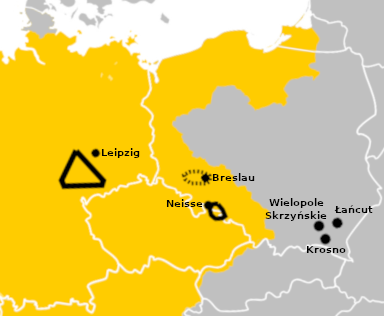
Herkunftsgebiete der Walddeutschen: Gegend um Chemnitz, Rudolstadt und Merseburg (Dreieck), Mittelschlesien und Oberschlesien um Nysa

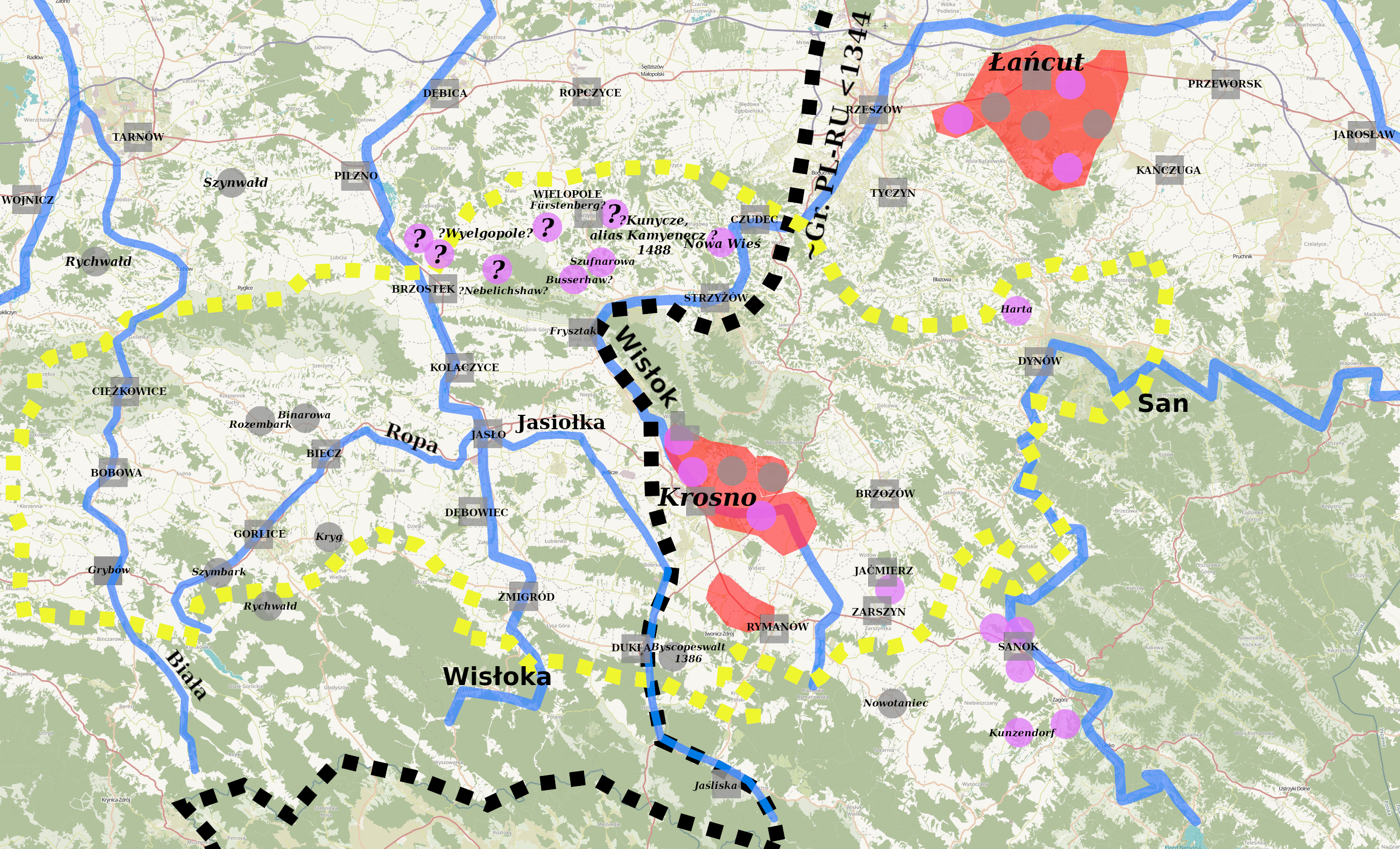
Die ehemaligen walddeutschen Sprachinseln um Łańcut, Krosno und Iwonicz
Dörfer mit geringem, schwierig bestimmbarem oder nur vermutlichem Anteil deutscher Bevölkerung
Ortsname deutscher Herkunft: graue Quadrate – Städte, graue Kreise – Dörfer; graue leere Quadrate – andere Städte der Region

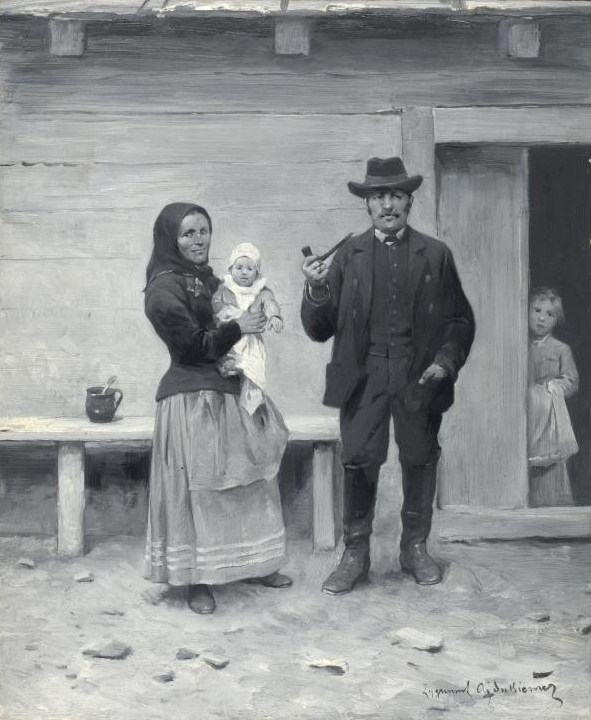
Tracht der Oberländer (1898)

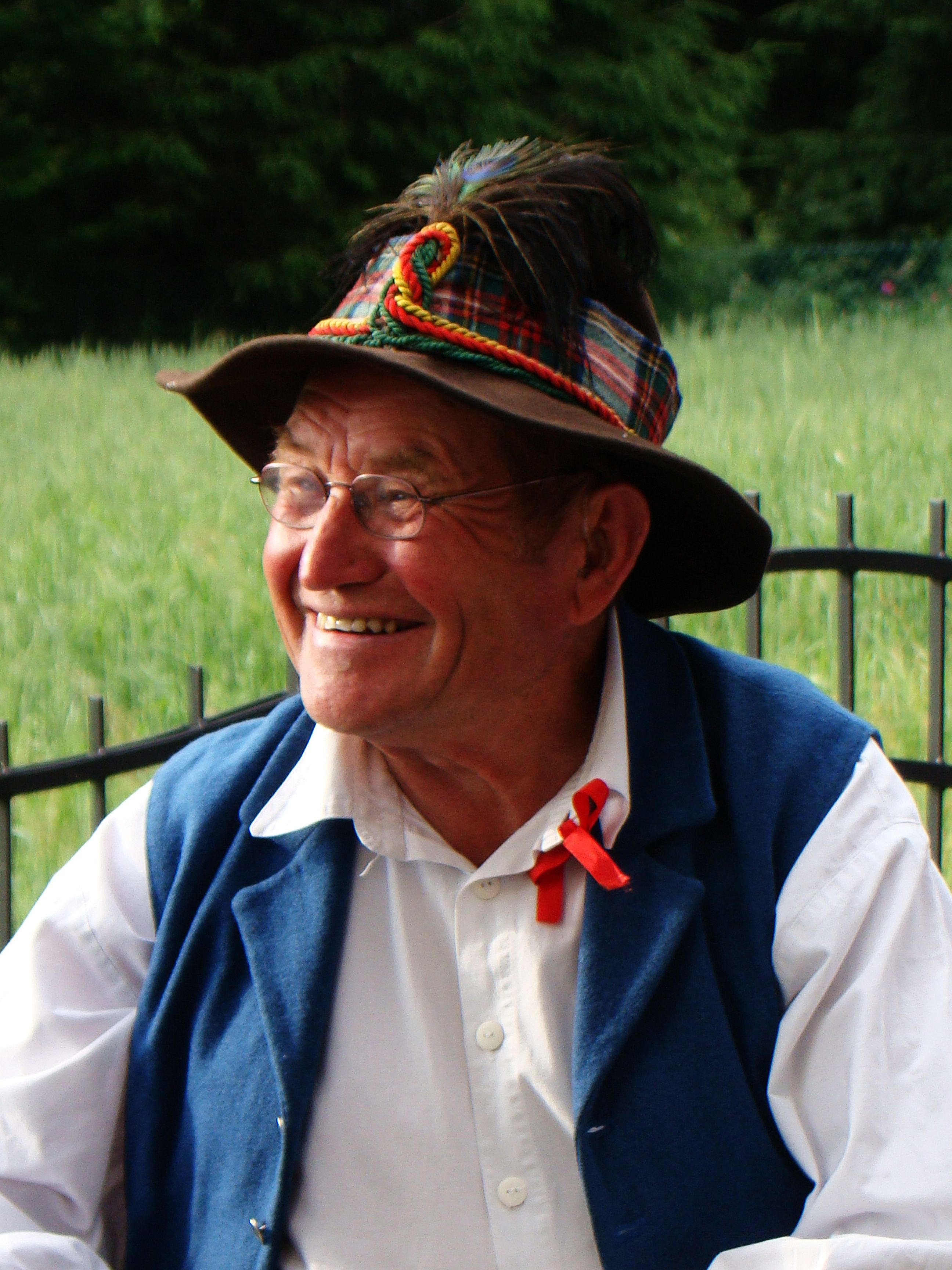
Oberländer Tracht

Walddeutsche (polnisch Leśni Niemcy – wörtlich übersetzt, aber ungebräuchlich), auch Taubdeutsche (polnisch Głuchoniemcy) waren eine Deutsche Minderheit in Polen, die ab Mitte des 14. Jahrhunderts im Karpatenvorland siedelten. Die Kolonisten gingen bis zum 18. Jahrhundert in den polnischsprachigen Volksgruppen der Oberländer (polnisch Pogórzanie) im Mittelbeskiden-Oberland sowie der Rzeszowiacy um Łańcut auf.

## Etymologie
Die Siedler trugen die deutsche Bezeichnung „Walddeutsche“ oder „Taubdeutsche“, die polnische war ursprünglich (1658) Głuszy Niemcy. Das plurale Adjektiv głuszy ist in der modernen Sprache nicht üblich (heutiges plurales Adjektiv głusi), sondern man verwendet den modernen Begriff Głuchoniemcy. Es handelt sich um ein Wortspiel, bei dem der Begriff ähnlich wie „Taubstumme“ klingt (niemy polnisch für „stumm“, in Analogie zu „nicht kommunikationsfähig“, „unfähig, verständlich [in slawischen Sprachen] zu sprechen“ (siehe auch Deutsch in den slawischen Sprachen)).
Im Jahr 1896 schlug der Historiker Wojciech Szujski vor, dass man den ursprünglichen Begriff als [Niemcy w] głuszu verstehen soll (głusz, modern głusza, polnisch für Einöde/Abgeschiedenheit/Wildnis, Niemcy polnisch für „Deutsche“), also Deutsche in der Wildnis, ähnlich wie der spätere deutsche Begriff Walddeutsche.
Die ersten Erwähnungen des Terminus bezogen sich deutlich auf eine ländliche und nicht städtische deutschsprachige Bevölkerung.

## Geschichte

### Anfang und Herkunft
Im Jahr 1344 oder 1345 nahm der König Kasimir III. der Große († 1370) den westlichen Rand Rotrutheniens (Sanoker und Przemyśler Land) ein. Dies eröffnete die Möglichkeit des Landesausbaus im Grenzbereich, der bisher absichtlich bewaldet gelassen wurde. Zu dieser Zeit war die deutschrechtliche Kolonisation in Polen schon etabliert durch zahlreiche Phasen der deutschen Ostsiedlung, die im 9. Jahrhundert im Grenzgebiet von Thüringen-Frankenland begonnen hatte und im 13. Jahrhundert in Schlesien verbreitet wurde. Die ersten Indizien der Benutzung des in Kleinpolen neuen „deutschen Rechts“ bzw. einer Stadt–Gemeinde stammen aus Krakau in den frühen 1220er Jahren, wo es schon zuvor ein Viertel deutscher Kaufleute gab. In Kleinpolen verstärkte sich die Ankunft deutscher Stadtbürger, Ritter und Klerus mittleren Rangs unter den Krakauer Herrschern, die engere Verbindungen mit dem Westen hatten, wie z. B. in der Zeit der sogenannten „Monarchie der schlesischen Heinriche“ (1232 bis 1241) oder unter dem böhmisch-polnischen König Wenzel II. (1291 bis 1305). Nach dem Jahr 1234 kam es auch zu den ersten erfolglosen Versuchen des Krakauer Woiwoden Theodors des Wappens Gryf zur Ansiedlung deutsch-schlesischer (teutonici Slesenses) Bauern im Podhale. Es waren jedoch die neuen Städte, die deutsche Ankömmlinge am meisten empfingen. Nach der Wiedervereinigung Polens folgte der Höhepunkt des deutschrechtlichen Landesausbaus, meistens aus Initiative des Königs und durch slawischsprachige Siedler betrieben, obwohl die Teilnahme von deutschen Bauern, späteren Walddeutschen, noch merklich war, besonders um Łańcut, die entlang der zunehmend wichtigen Via Regia lag. Zumindest im Jahr 1369 kam dort dazu eine private Kolonisation unter dem deutschstämmigen Ritter Otto von Pilcza († 1384/1385). Die Ansiedlung dauerte unter dem König Ludwig von Polen und Ungarn († 1382) an, der damals die Gründung eines separaten, aber vom Haus Anjou abhängigen Staats in Rotruthenien anstrebte. Wladislaus II. von Oppeln, von 1372 bis 1378 Statthalter des Fürstentums Halytsch-Wolodymyr, wurde als der deutschen Besiedlung gegenüber wohlwollend beschrieben, wie auch der Organisator des Bistums Przemyśl, Erik von Winsen.
Dank bekannter Osterlieder und deutschsprachiger Schöffenbücher verortete der Sprachwissenschaftler Franz A. Doubek die Herkunftsregion der Ansiedler in Westsachsen und im thüringisch-sächsischen Grenzgebiet beiderseits der Saale, über Niederschlesien um Wrocław, während Ernst Schwarz vermutete, es sei Südoberschlesien, besonders in der Umgebung der Stadt Neisse. Der polnische Historiker Adam Fastnacht wies nach, dass einige deutsche Bewohner um Sanok aus Oberungarn (Zipser Sachsen) stammten. Der polnische Germanist Grzegorz Chromik ist der Meinung, dass die Schriftsprache der Schöffenbucher ein typisches schlesisches Bild präsentiert, obwohl in einer veralteten Form.

### Sprachinseln um Łańcut und Krosno
Nach einer Überlieferung aus dem 17. Jahrhundert begann die deutsche Kolonisation um Łańcut mit der Gründung von Krzemienica 1349. Von 1384 stammt ein Dokument, das alle Dörfer der Sprachinsel erwähnte: Krzemienica, Nawedorph (Kraczkowa, im Jahr 1369 als Newdorf gegründet), Markenhow (Markowa), Helwygeshow (Albigowa), Wysoka, Schonerwalt (Sonina), Kosina (1369 schon als Kossyna bestehend), Henselshow (Handzlówka) und Langenhow (Husów, im Jahr 1381 als Langyn Aw gegründet). Nach Franciszek Trojnar waren die Dörfer chronologisch nach dem Alter sortiert. Daneben ist der Name der Stadt Łańcut (dt. Landshut) deutscher Herkunft. Die oben beschriebene Verortung der Herkunftsregion lässt vermuten, dass die Siedler den Namen von Landeshut (Kamienna Góra) in Niederschlesien übertragen haben. Im Jahr 1424 wurde das benachbarte Dorf Malawa als Lichten(h)aw [alias Malowa] erwähnt. Die Region um Łańcut war die größte und am besten erforschte und belegte walddeutsche Sprachinsel. Das Gebiet um Łańcut war im Mittelalter auch die deutlichste Häufung von deutschstämmigen Ortsnamen im ganzen Przemyśler Landes.
Die Erwähnungen der Ortschaften der zweiten Sprachinsel um Krosno und Iwonicz stammen aus den Jahren 1388 (Haczów) bis 1437. Die Städte wurden am schnellsten assimiliert, aber in beiden Gebieten hielt sich deutschsprachige Bevölkerung in einzelnen Dörfern bis ins 17. Jahrhundert (Haczów bei Krosno und Markowa, Albigowa und Kraczkowa bei Łańcut). Ursprünglich bezeichnete der polnische Begriff Głuszy Niemcy nur die deutschsprachigen Bewohner dieser beiden Sprachinseln.
Spätestens bis zum 18. Jahrhundert erfolgte die Polonisierung der Nachkommen der deutschen Ansiedler und verstärkte so die polnisch-katholische Bevölkerung im polnisch-ruthenischen Grenzbereich. Wahrscheinlich im Jahr 1794 besuchte der Priester Franciszek Siarczyński das Dorf Markowa bei Łańcut und berichtete, dass die Einwohner noch einige deutschsprachige Osterlieder kannten und diese erläutern konnten.
Spuren der Walddeutschen finden sich noch heute in vielen Familiennamen der Region.

### Weitere deutsche Besiedlung im Oberland und im Süden des Königreichs Polen
Die dritte potentielle Sprachinsel bzw. ein Gebiet der mit Quellen belegten markanten deutschen Ansiedlung sind die Güter von Kunice am südlichen Rand der Woiwodschaft Sandomir. Sie wurden im Jahr 1282/1288 vom Krakauer Herzog Leszek dem Schwarzen an das Bistum Lebus verliehen, das damals auch die Funktion des Missionsbistums für Ruthenien erhalten hatte. Im Lebuser Stiftsregister aus dem Jahr 1405 wurden ca. 100 mehrheitlich deutsche Familien aus Schlesien namentlich benannt, die sich in den Dörfern Nyebyelychschayo dicta Przesyk auf dem Grund von Kunycze, alias Kamyenyecz sowie in Wyelgopole im Gebiet des Klosters Opatów um den heutigen Wielopole Skrzyńskie und Brzostek ansiedelten, unter denen es noch von Abgaben und den Frondiensten befreite Siedler gab. Nach einigen Historikern enthielt dieses Manuskript für das Jahr 1405 anachronistische Informationen. Das Gebiet war damals schon Jahrzehnte im Besitz der Familie Bogoria, und Wielopole war schon vor der Hälfte des 14. Jahrhunderts eine Stadt (möglicherweise mit dem Nebennamen Fürstenberg). Dieses Manuskript könnte z. B. unter dem Lebuser Bischof Stephan II. († 1345) geschrieben und folgend einige Male routiniert abgeschrieben worden sein. Der Text wurde auch im Buch Liber beneficiorum ecclesiae Craceviensis von Jan Długosz (1470 bis 1480) beigelegt, und zwar mit falschem Datum 1488. Dieses verwechselte u. a. der deutsche Volkskundler Walter Kuhn, der es im Jahr 1928 erforschte. Er meinte, dass sich die benannten Familien im Dorf Wyelgopole in den heutigen Dörfern Brzeziny und Nawsie ansiedelten. Brzeziny wurde aber schon zusammen mit oppido Wielopole  1337 erstmals urkundlich erwähnt. Trotzdem ist die Identifizierung von Nebelichshaw/Nyebyelychschayo dicta Przesyk entweder mit Siedliska-Bogusz oder Gorzejowa, die zwischen Kamienica Dolna und Kamienica Górna mit Smarżowa am Bach Kamienica liegen, ziemlich wahrscheinlich. Weiter in diesem Manuskript wurden auch drei deutsche Ortsnamen erwähnt: Schuffnerhau (Szufnarowa), Nuendorf (Nowa Wieś) und Busserhaw (Pstrągówka?). In der nahen Umgebung der Güter von Kunice wurde die Stadt Frysztak von deutschen Siedlern gegründet, auch die Stadt Strzyżów könnte den Nebennamen Schiltberg zeitweilig gehabt haben. Im Gegensatz zu zwei walddeutschen Sprachinseln um Łańcut und Krosno gibt es jedoch keine Überlieferungen über die Andauer der deutschen Sprache um Wielopole Skrzyńskie bis in die Neuzeit, die offenbar bald von der polnischen Sprache verdrängt wurde.
Außerhalb der Sprachinseln existierte im Oberland nur eine sporadische deutsche Ansiedlung, meistens in den Städten entlang der Handelswege, wie der Via Regia (Ropczyce) oder der Handelsstraße nach Ungarn durch Pilzno, Jasło, Krosno, Dukla und über den Duklapass, oder in neugegründeten Städten mit deutschen Namen wie z. B. Grybów (Grünberg), Tymbark (Tannenberg), Jaśliska (Honstadt) sowie in Vorstädten. Außerdem gab es in diesem Gebiet abgeschiedene Dörfer mit Namen deutscher Herkunft, z. B. Harta bei Dynów.
Die Strzyżów- und Dynów-Gebirge teilten die deutschen Siedlungsgebiete im Oberland parallel in Bogenform: westlich von der Sprachinsel um Łańcut durch Rzeszów bis Pilzno sowie im Süden im Sanoker Flachland und in den südwestlichen Beskiden, von Sanok durch Sprachinsel Krosno mit Haczów, Biecz, bis Gorlice und Grybów.
Noch im frühen 15. Jahrhundert erwähnten die Privilegien der Verleihung des deutschen Rechts in den Orten im ruthenischen Sprachraum Polens ausdrückliche Empfehlungen zu Herbeiholung von römisch-katholischen bzw. deutschen und freien polnischen Siedlern (z. B. Theutonici et Poloni, christiani, catholici, homines nostre fidei, sacram fidem sub obedientia sacrae Romanae Ecclesiae profiitentes), um die orthodoxe bzw. ruthenische Bevölkerung (z. B. Rutheni, scismatici, sanctae Romanae Ecclesiae non profitentes) diskriminierend von Migration in die neuen Orte abzuhalten.
Polnische Quellen des 16. bis 17. Jahrhunderts verorteten deutsche Siedler im vorkarpatischen Raum, z. B. berichtete der Chronist Maciej Stryjkowski 1582 von seiner Beobachtung, dass deutsche Bauern bei Przeworsk, Przemyśl, Sanok und Jarosław „tüchtige Landwirte“ seien.
Die Erinnerung an die deutsche Ansiedlung im Jasło-Krosno-Becken im Süden sowie im Rzeszów-Vorgebirge im Norden bewahrte sich in der polnisch-umgangssprachlichen Bezeichnung „Na Głuchoniemcach“ (= etwa „im [Gebiet der] Taubdeutschen“) von einem unbestimmten, erweiterten Gebiet von Pilzno und Gorlice bis zu den ehemaligen Sprachinseln um Łańcut und Krosno. Dieser Terminus wurde erst im frühen 20. Jahrhundert in der Literatur erwähnt. Die Nachkommen der Siedler gingen viel früher in der polnischsprachigen Gruppe der Rzeszowiacy (Bewohner der Region um Rzeszów) im Norden sowie in der Gruppe der Oberländer im Süden auf. Beide polnischen Bezeichnungen entstanden in der Zwischenkriegszeit in Anlehnung an regionale Trachten. Die erste wurde erstmals von Jan Stanisław Bystroń in den 1920er Jahren benutzt. Die zweite Bezeichnung wurde im Jahr 1935 von Adam Wójcik erstmals mit Grenzen definiert, die den südlichen Teil des Gebiets Na Głuchoniemcach umfasste. Beide Gruppen bewohnten ein Gebiet, das im Norden im Sandomirer Becken durch die masowischen Lasowiaken und im Süden durch das Lemkenland, das Gebiet der karpatendeutschen Zipser Sachsen und die slowakischen Siedlungsgebiete eingegrenzt war. Mit der nationalistisch geprägten politischen Stimmung im Deutschland der 1930er Jahre wurde die Verbreitung und die Rolle deutscher Siedler in „Gebieten deutschrechtlicher Kolonisation“ gerne übertrieben dargestellt.
Eine größere Gruppe Dörfer mit deutschen Namen gab es zudem um die Stadt Nowy Targ an der Handelsstraße von Krakau nach Oberzips. Im frühen 14. Jahrhundert (ab 1307) begann ein Wettbewerb zwischen dem Königreich Polen und dem Königreich Ungarn, das Neumarkter Becken zu erschließen. Damals entstanden z. B. auf polnischer Seite Waksmund und Grywałd und auf der ungarischen Seite Frydman und Krempachy sowie die Grenzburgen Szaflary und Czorsztyn. Besonders die Besiedlung auf ungarischer Seite hatte starke Beziehungen mit der oberzipserdeutschen Sprachinsel. Diese Siedler wurden nur gelegentlich in den Kontext der Walddeutschen eingeordnet. Ihre Nachkommen gingen in der polnischsprachigen Volksgruppe der Goralen mit walachischen kulturellen und rechtlichen Besonderheiten auf (Walachisches Recht). Auch andere mittelalterliche Burgen trugen oft deutsche Namen, besonders am Handelsweg nach Ungarn entlang dem Dunajec. Dort wurde unter dem König Wenzel II. von Böhmen die neue Stadt Nowy Sącz mit größerer deutscher Minderheit gegründet. Auch die Stadt Czchów erhielt im 14. Jahrhundert auch einen deutschen Namen (Weyskirche, 1389).

## Forschung
Der polnische Begriff Głuchoniemcy bezeichnete im 17. Jahrhundert ausschließlich die Bewohner zweier damaliger deutschsprachiger Enklaven um Łańcut und Krosno. Erst im frühen 20. Jahrhundert wurde der Begriff in der polnischsprachigen Literatur für alle spätmittelalterlichen deutschen Siedler zwischen den Flüssen Wisłoka und San nördlich der Westbeskiden verwendet, in Anlehnung an die Überlieferung der regionalen Bevölkerung, die dieses Gebiet na [„auf“ im Sinne von „das Gebiet der“] głuchoniemcach [Taubdeutschen] nannte.
Der polnische Bischof und Schriftsteller Ignacy Krasicki (1735–1801) benutzte den Begriff Głuchoniemcy für die bereits assimilierten Walddeutschen in einem Kommentar des Wappenbuchs von Kasper Niesiec und etablierte damit den Begriff in der polnischsprachigen Literatur. Wincenty Pol beschrieb im Jahr 1869, dass die Kleidung der Walddeutschen der der ungarischen und siebenbürgischen Deutschen ähnlich war. Sie seien hauptsächlich in der Landwirtschaft und der Weberei tätig gewesen. In der deutschsprachigen Literatur wurden Walddeutsche 1907 von Raimund Friedrich Kaindl popularisiert. Im Jahr 1921 wurden Teile deutschsprachiger Schöffenbücher aus den Sprachinseln um Łańcut und Krosno veröffentlicht. Im Jahr 1928 erschien ein Artikel von Walter Kuhn über deutsche Siedler um Wielopole Skrzyńskie. Später folgten Forschungen von Franz A. Doubek (1928, 1931, 1932, 1933), Heinrich F. Schmid (1931), Kurt Lück (1934), Ernst Schwarz (1937, 1957, 1960) und Giselle Hildebrandt (1943). Einige Initiativen zur Germanisierung während der deutschen Besetzung Polens 1939–1945 stützten sich auf diese Forschung, so die „Hatschower Aktion“ um Krosno und die Aktion „Goralenvolk“ in Polens Hochland Podhale, nach denen die Bewohner von Haczów und die Goralen als deutscher Herkunft zu betrachten und zu germanisieren seien, was aber an Widerständen der Betroffenen scheiterte. In der Literatur der Volksrepublik Polen ließ nach dem Zweiten Weltkrieg die Forschung hierzu nach, genannt werden sollen Adam Fastnachts Veröffentlichungen (1962, 1990, 1991, 1998, 2002) und ein ausführliches Werk von Franciszek Trojnar (1988), in dem er den in der NS-Zeit (1943) erschienenen „Hildebrandt-Artikel“ scharf angriff. Die neueste Forschung des Schöffenbuchs von Markowa (im Besitz des Zentralarchivs der Ukraine) wurde u. a. vom polnischen Germanisten Grzegorz Chromik betrieben.
In Deutschland behandelte Walter Kuhn 1975 die Walddeutschen in seinem Artikel Die deutschrechtliche Siedlung in Kleinpolen (In: Die Deutsche Ostsiedlung des Mittelalters als Problem der europäischen Geschichte, 1975).
Die Forschung zur Gesamtausdehnung der deutschen Besiedlung gestaltet sich mit der nur begrenzten Zahl vorliegender mittelalterlicher Quellen schwierig. Die Toponomastik zählt etwa 30 Ortsnamen ostmitteldeutscher Herkunft (meistens aus dem 14. Jahrhundert), die im Mittelalter im Gebiet der Oberländer und in den Einzugsgebieten der Flüsse Wisłoka, Wisłok und San Verwendung fanden. Diese Ortsnamen wurden vom 14. bis zum 16. Jahrhundert schrittweise polonisiert. Weniger als 20 Orte im westlicher gelegenen Kleinpolen, die bis zum 16. Jahrhundert entstanden, hatten Namen deutscher Herkunft (ein bis drei Prozent). Häufiger sind Namen, die auf deutsche Personennamen zurückgehen, aber eine polnische morphologische Struktur haben oder mit Hilfe slawischer (polnischer) Suffixe (wie -owice, -ów, -owa) aus deutschen Namen gebildet wurden, so ist z. B. der Ortsname Hermanowa bei Tyczyn von dem deutschen Vornamen Hermann abgeleitet und trägt das polnische Suffix -owa. Solche Namen deuten auf einen deutschen Lokator (polnisch zasadźca), bedeutet aber nicht, dass die Mehrheit der Siedler aus dem deutschsprachigen Raum kam. Zudem gab es um Łańcut drei walddeutsche Dörfer mit Namen slawischer Herkunft; Krzemienica, Wysoka und Kosina.
In der Besiedlungsgeschichte wurde die Siedlungsform des Rundlings als die älteste betrachtet. Danach folgten die Straßendörfer (polnisch ulicówka) – in der Siedlungsform des Waldhufendorfes oft mit der deutschrechtlichen Kolonisation verbunden. Die Straßendörfer könnten sich jedoch daneben auch aus älteren, nicht-deutschrechtlichen Siedlungen, z. B. alten Dienstsiedlungen nach ruthenischem Recht, durch Änderung des Schachbretts der Ackerfelder zum regelmäßigen Plan entwickeln. Typische Waldhufendörfer sind unter anderem Haczów, Krzemienica, Markowa und Kombornia. Diese Siedlungsform war auch in der polnischsprachigen Bevölkerung bereits im 14. Jahrhundert üblich, und ist keiner Beweis der deutschen Besiedlung (z. B. nach Kurt Lück im Fall von Gać).

## Walddeutscher Dialekt
Als Beispiele für den Dialekt der Walddeutschen dienen das Karfreitagslied und Christ ist erstanden, aus Markowa:
| Charfreitaglied Am Donnerstag zeita, Am Charfratag früh Wo Gott gefanga auf sein Kreutzbreit geschwon. Sein Seitley gestocha. Sein Seitley gebrocha. Die Ingfer Maria grienst; Gott zu Sie: Ne grein, ne grein Fran fi Mutter mein Auf a dritta Tag weis vyn Toda aufadystehu Mir warms zieha ans Himmelreich (Wier werden sein). Dyta wann mir seyn ewig und gleich (Dort werden wier). Am Himmelreich hat viel Freuda die Engelen Sie Singars si spielas Götty sehr schön. | Osterlied – Chrysta ist aderstanda (Auszug) Chrysta ist adesztanda Fi dar Moter a tys (Von der Marter all). Was solla mira (wir) ny froh seyn Christa soll endar (unser) Getrost seyn. Kirye eleyson. Wie an Necht ist adesztanda Aso ist die Wadel ziehgana Der sind aso adesztanda ist Ływa mir dan Vater Jesu Christ. (Loben wier). Kirye eleyson. Gimasz Ces gingen drey heilige Fraua. Smogesz a dan Thaua (des Morgens) Gesuchta das dan Vater Jesu Christ Da die vedam Tod afesztanda ist. Kirye eleyson. Ender unsern liebsta Maria trauma ma in einem Traum, Sie sachs auf ihrem Harzelein wüchst am einer Boum, Da die schanta triets a Gottes Christa Naynd, Maria di dir wachet, di trugst an jenes Land, Kirye eleyson. […] |

## Bilder

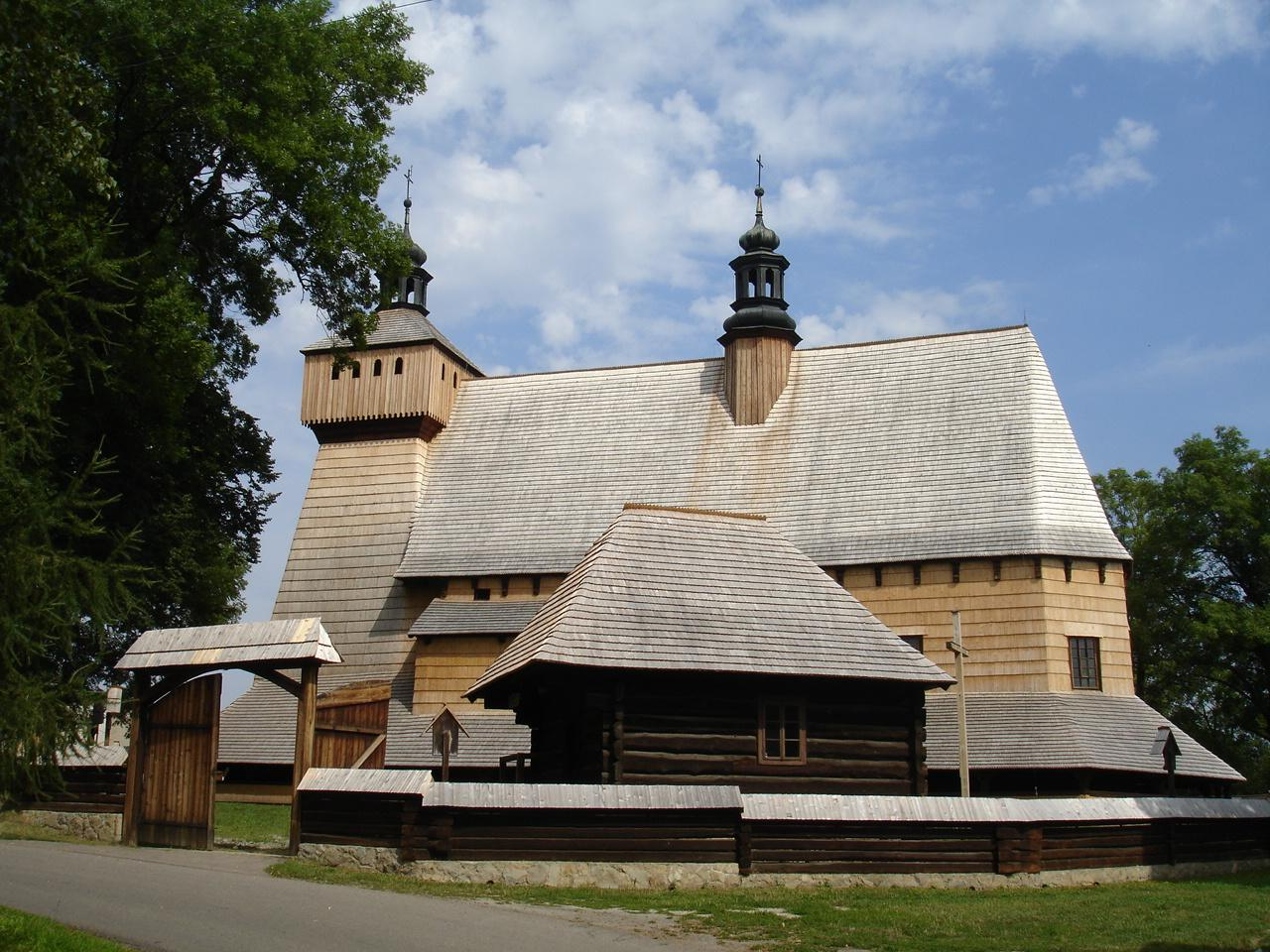
Spätgotische Holzkirche (14. Jh.) in Haczów (Hanshof); seit 2003 mit anderen Holzkirchen Südpolens Weltkulturerbe der UNESCO
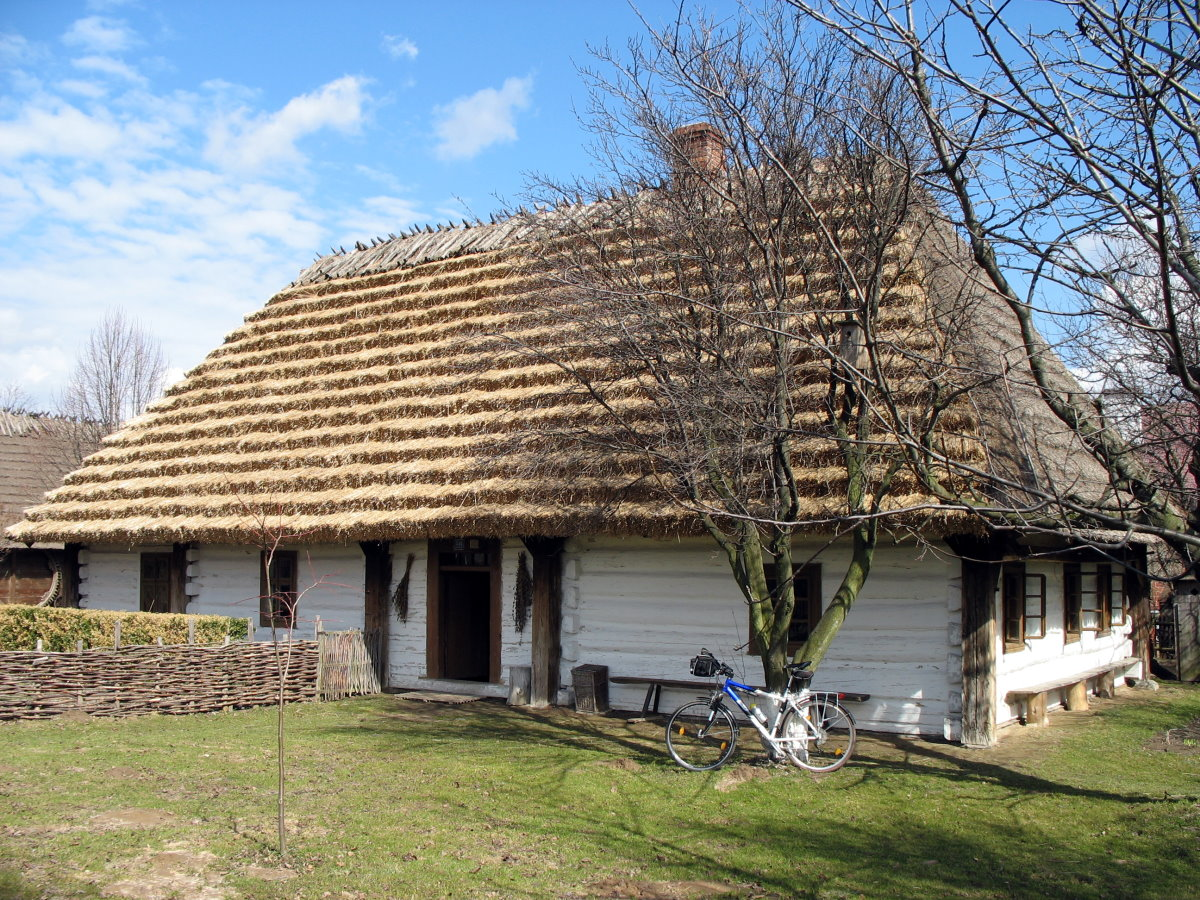
Ein Umgebindehaus im Museum der Volksbauweise in Markowa.  Umgebindehäuser zeugen von der Handweberei des 16. bis 19. Jahrhundert.
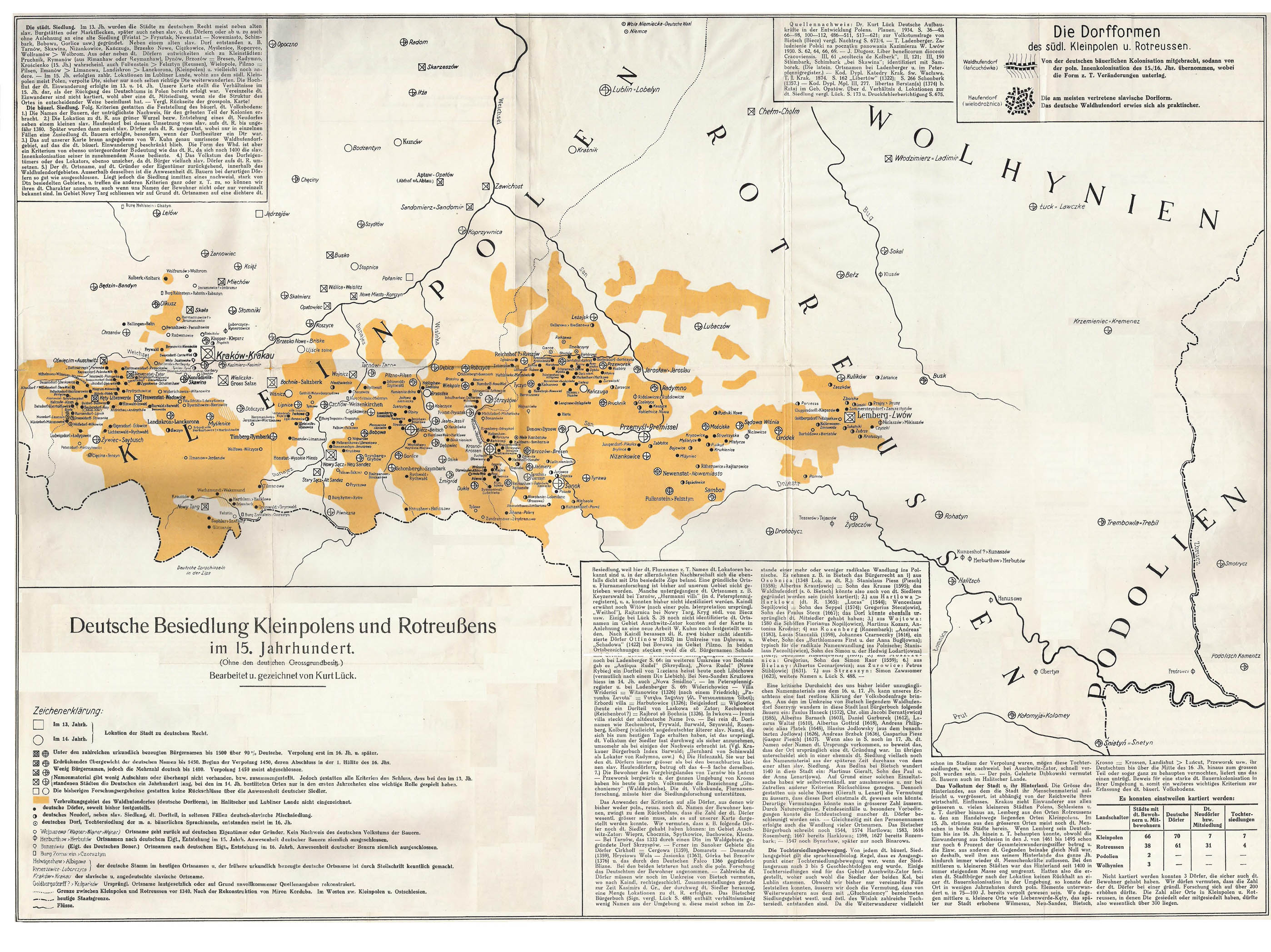
Deutsche Besiedlung Kleinpolens und Rotreußens im 15. Jahrhundert nach einer Karte des völkisch-nationalen Historikers Kurt Lück, Posen 1934